# Jezera (přírodní památka)
Jezera jsou přírodní památka evidenční číslo 5833 v okrese Příbram. Nachází se asi 1,5 km východně od vsi Rovina v nadmořské výšce 397–398 m. Chráněné území s rozlohou 5,02 ha bylo vyhlášeno 30. srpna 2013. Důvodem jeho zřízení je ochrana evropsky významné lokality Natura 2000 s výskytem silně ohrožené žáby kuňky ohnivé (Bombina bombina).